# José Tadeo Monagas

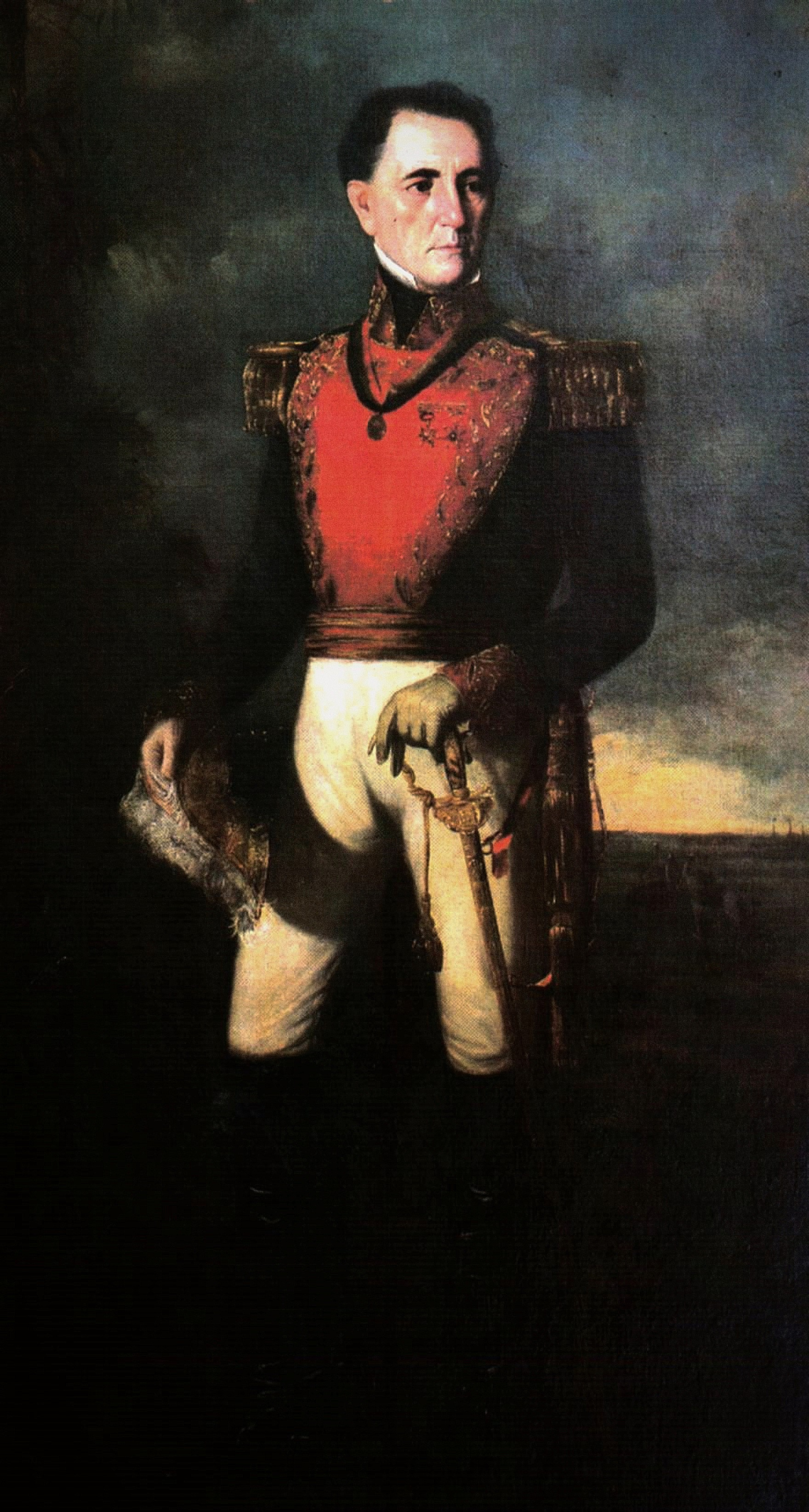
José Tadeo Monagas.

José Tadeo Monagas (Maturín, Monagas, 28 de outubro de 1784 - Caracas, 18 de novembro de 1868) foi um político e militar venezuelano. Ocupou o cargo de Presidente da República da Venezuela durante períodos: 1847-1851; 1855-1858 e 1868.
Junto a seu irmão José Gregorio Monagas, iniciou um regime caudilhista dinástico, em onde pela primeira vez se representava os interesses dos liberais.